# 섹스 파트너
성 파트너 또는 섹스 파트너란 성교나 성적 행위를 맺는 사람을 말한다. 배우자나 커플과만 맺는 사람도 있고, 배우자나 커플이 아닌 경우, 원나잇 스탠드나 불상의 계기를 통해 다른 사람과 맺는 경우도 있다. 미혼 남녀의 성적 행위가 금기되는 경우나 불륜과 같은 경우에도 섹스 파트너가 존재할 수 있다. 또한 일부다처제나 일처다부제 같은 사회적 관습이 있는 경우에도 둘 이상의 섹스 파트너를 갖는 경우도 있다.
섹스 파트너라는 용어는 강간과 같은 강요에 의한 관계에는 쓰이지 않으며 합의된 성관계에만 적용된다.
대한민국 내에서는 개인주의의 발달과 성 문화가 개방적으로 변모함에 따라 섹스 파트너를 가진 사람도 있는 것으로 알려져있다.

## 문화에서의 섹스 파트너
영화와 연극으로 만들어진 극적인 하룻밤이 이와 관련이 있는 작품이다.
영단어로 프렌즈 위드 베네핏(Friends with benefits)라는 뜻은 성관계가 가능한 친구 사이로 동명의 영화 프렌즈 위드 베네핏에서도 섹스 파트너와의 관계에 대해서 다룬다.